# Ambrogio Morelli

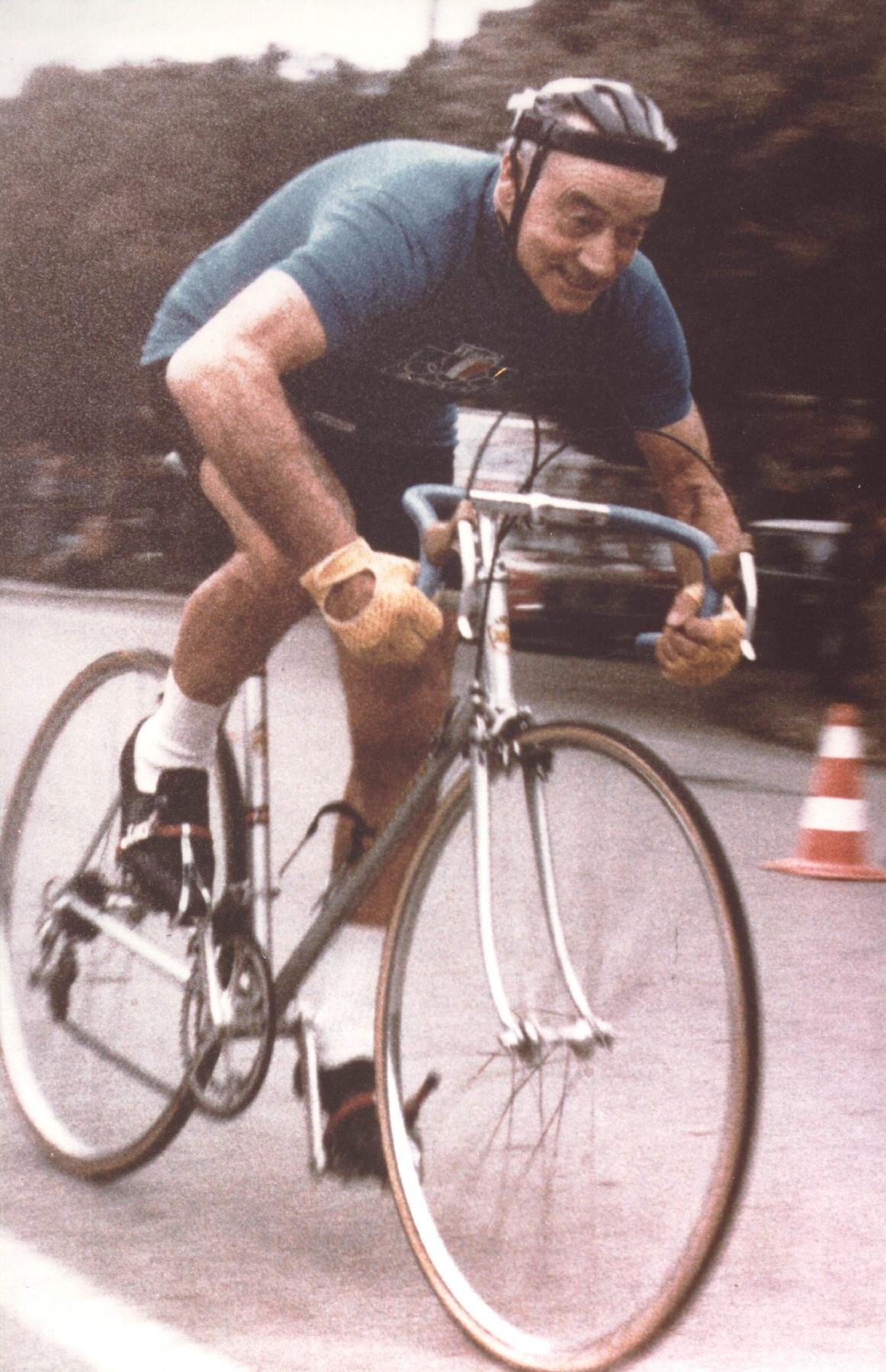
Ambrogio Morelli (1985)

Ambrogio Enrico Morelli (* 4. Dezember 1905 in Nerviano; † 10. Oktober 2000 ebenda) war ein italienischer Radrennfahrer.
Ambrogio Morelli war Profi-Radrennfahrer von 1929 bis 1938. Viermal startete er in diesen Jahren bei der Tour de France. 1934 wurde er Sechster der Gesamtwertung, 1935 gewann er zwei Etappen und wurde Gesamtzweiter. 1935 wurde er Zehnter des Giro d’Italia und 1936 Siebter.
1929 gewann Morelli das Rennen Tre Valli Varesine, 1930 den Giro del Piemonte und den Giro dell’Umbria. 1933 wurde er Zweiter der Katalonien-Rundfahrt.